# Церемония MTV Video Music Awards 2016
The 2016 MTV Video Music Awards — 33-я церемония вручения наград, прошедшая 28 августа 2016 года в Мэдисон-сквер-гарден в Нью-Йорке. Лидерами по числу номинаций стали Бейонсе (11) и Адель (8). Рианне была вручена специальная премия имени Майкла Джексона «Признание Поколения», после исполнения нескольких попурри своих песен.
По итогам церемонии, Бейонсе выиграла восемь наград, обойдя по этому показателю Мадонну.

## Выступления

### Пре-шоу
- Алессия Кара и Трой Сиван — «Wild Things», «Wild», «Scars To Your Beautiful»
- Jidenna — «Little Bit More»
- Lukas Graham — «Mama Said»

### Основное шоу
1. Рианна — «Don’t Stop The Music», «Only Girl (In The World)», «We Found Love», «Where Have You Been»
2. Ариана Гранде и Ники Минаж — «Side to Side»
3. Фьючер — «Fuck Up Some Commas»
4. Рианна — «Rude Boy», «What’s My Name?», «Work»
5. Ник Джонас и Ty Dolla $ign — «Bacon»
6. Бейонсе — «Pray You Catch Me», «Hold Up», «Sorry», «Don’t Hurt Yourself», «Formation»
7. Бритни Спирс и G-Eazy — «Make Me…», «Me, Myself & I»
8. Рианна — «Needed Me», «Pour It Up», «Bitch Better Have My Money»
9. The Chainsmokers и Холзи — «Closer»
10. Рианна — «Stay», «Diamonds», «Love on the Brain»

## Победители и номинанты

### Видео года | Video of the Year
Бейонсе — «Formation»
- Адель — «Hello»
- Дрейк — «Hotline Bling»
- Джастин Бибер — «Sorry»
- Канье Уэст — «Famous»

### Лучшее мужское видео | Best Male Video
Кельвин Харрис (при участии Рианны) — «This Is What You Came For»
- Дрейк — «Hotline Bling»
- Брайсон Тиллер — «Don’t»
- The Weeknd — «Can't Feel My Face»
- Канье Уэст — «Famous»

### Лучшее женское видео | Best Female Video
Бейонсе — «Hold Up»
- Адель — «Hello»
- Ариана Гранде — «Into You»
- Рианна (при участии Дрейка) — «Work»
- Сия — «Cheap Thrills»

### Лучший новый артист | Best New Artist
DNCE
- Desiigner
- Зара Ларссон
- Lukas Graham
- Брайсон Тиллер

### Лучшее поп-видео | Best Pop Video
Бейонсе — «Formation»
- Адель — «Hello»
- Джастин Бибер — «Sorry»
- Алессия Кара — «Wild Things»
- Ариана Гранде — «Into You»

### Лучшее рок-видео | Best Rock Video
Twenty One Pilots — «Heathens»
- All Time Low — «Missing You»
- Coldplay — «Adventure of a Lifetime»
- Fall Out Boy (при участии Деми Ловато) — «Irresistible»
- Panic! at the Disco — «Victorious»

### Лучшее хип-хоп видео | Best Hip-Hop Video
Дрейк — «Hotline Bling»
- 2 Chainz — «Watch Out»
- Chance the Rapper (при участии Saba) — «Angels»
- Desiigner — «Panda»
- Брайсон Тиллер — «Don’t»

### Лучшее электронное видео | Best Electronic Video
Кельвин Харрис и Disciples — «How Deep Is Your Love»
- 99 Souls (при участии Destiny's Child и Брэнди) — «The Girl Is Mine»
- Афроджек — «SummerThing!»
- The Chainsmokers (при участии Даи) — «Don’t Let Me Down»
- Майк Познер — «I Took a Pill in Ibiza»

### Лучшее совместная работа | Best Collaboration Video
Fifth Harmony (при участии Ty Dolla Sign) — «Work from Home»
- Бейонсе (при участии Кендрика Ламара) — «Freedom»
- Ариана Гранде (при участии Лил Уэйна) — «Let Me Love You»
- Кельвин Харрис (при участии Рианны) — «This Is What You Came For»
- Рианна (при участии Дрейка) — «Work»

### Прорыв видео длинного формата | Breakthrough Long Form Video
Бейонсе — Lemonade
- Джастин Бибер — Purpose: The Movement
- Крис Браун — Royalty
- Florence and the Machine — The Odyssey
- Трой Сиван — Blue Neighbourhood Trilogy

### Лучший режиссура | Best Direction
Бейонсе — «Formation» (Режиссёр: Мелина Мацукас)
- Адель — «Hello» (Режиссёр: Ксавье Долан)
- Дэвид Боуи — «Lazarus» (Режиссёр: Йохан Ренк)
- Coldplay — «Up & Up» (Режиссёры: Ваня Хейман и Gal Muggia)
- Tame Impala — «The Less I Know the Better» (Режиссёр: Канада)

### Лучшая хореография | Best Choreography
Бейонсе — «Formation» (Хореографы: Крис Грант, Жакель Найт и Дана Фоглия)
- Бейонсе — «Sorry» (Хореографы: Крис Грант, Жакель Найт, Дана Фоглия, Энтони Баррелл и Бейонсет Ноулз-Картер)
- Мисси Эллиотт (при участии Фаррелла) — «WTF (Where They From)» (Хореограф: Hi-Hat)
- FKA Twigs — M3LL155X (Хореографы: Аарон Силис, Бенджамин Джонссон, Кенрик Сэнди и FKA Twigs)
- Florence and the Machine — «Delilah» (Хореограф: Холли Блейки)

### Лучшие визуальные эффекты | Best Visual Effects
Coldplay — «Up & Up» (Эффекты: Ваня Хейман and GloriaFX)
- Адель — «Send My Love (To Your New Lover)» (Эффекты: Джонатан Бокс и MPC)
- FKA Twigs — M3LL155X (Эффекты: Льюис Сондерс и Jihoon Yoo)
- The Weeknd — «Can't Feel My Face» (Эффекты: Louis Mackall и T.J. Burke)
- Зейн — «Pillowtalk» (Эффекты: Дэвид Смит)

### Лучшая художественная работа | Best Art Direction
Дэвид Боуи — «Blackstar» (Художник-постановщик: Жан Уллевиг)
- Адель — «Hello» (Художник-постановщик: Коломб Рэби)
- Бейонсе — «Hold Up» (Художник-постановщик: Джейсон Хугаард)
- Дрейк — «Hotline Bling» (Художник-постановщик: Джереми Макфарлейн)
- Ферги — «M.I.L.F. $» (Художник-постановщик: Александер Дельгадо)

### Лучший монтаж | Best Editing
Бейонсе — «Formation» (Монтаж: Джефф Селис)
- Адель — «Hello» (Монтаж: Ксавье Долан)
- Дэвид Боуи — «Lazarus» (Монтаж: Йохан Сёдерберг)
- Ферги — «M.I.L.F. $» (Монтаж: Результатов: Винни Хоббс)
- Ариана Гранде — «Into You» (Монтаж: Ханна Люкс Дэвис)

### Лучшая операторская работа | Best Cinematography
Бейонсе — «Formation» (Оператор: Малик Сайид)
- Адель — «Hello» (Оператор: Андре Тюпрен)
- Алессо — «I Wanna Know» (Оператор: Кори Дженнингс)
- Дэвид Боуи — «Lazarus» (Оператор: Крилле Форсберг)
- Ариана Гранде — «Into You» (Оператор: Пол Лофер)

### Песня лета | Song of Summer
Fifth Harmony (при участии Fetty Wap) — «All in My Head (Flex)»
- The Chainsmokers (при участии Холзи) — «Closer»
- Дрейк (при участии Kyla и Wizkid) — «One Dance»
- Селена Гомес — «Kill Em With Kindness»
- Кельвин Харрис (при участии Рианны) — «This Is What You Came For»
- Ник Джонс (при участии Ty Dolla Sign) — «Bacon»
- Кент Джонс — «Don’t Mind»
- Major Lazer (при участии Джастина Бибера и MØ) — «Cold Water»
- Сия — «Cheap Thrills»
- Джастин Тимберлейк — «Can't Stop the Feeling!»

### Премия имени Майкла Джексона «Признание Поколения» | Michael Jackson Video Vanguard Award
- Рианна